# Bristol Racing Biplane
El Bristol Racing Biplane fue un biplano monoplaza británico diseñado para combinar el rendimiento de un monoplano con la solidez del biplano. Fue diseñado por Robert Grandseigne y Léon Versepuy, que fueron supervisados por George Challenger para la British & Colonial Aeroplane Company de Bristol; se estrelló en su primer vuelo. Es considerado como el primer diseño británico con la configuración convencional de biplano tractor.

## Diseño y desarrollo
El Racing Biplane, también conocido como The Racer o Biplane No. 33 por su número de secuencia de Bristol, estaba propulsado por un motor rotativo Gnome Omega de 37 kW (50 hp) que movía una hélice de tractora bipala. Tenía alas de envergadura desigual, cada una con un único larguero de tubo de acero. El fuselaje rectangular era una estructura compuesta de madera y tubos de acero recubierta de tela. Tenía un chasis de tubo de acero de doble patín equipado con dos ruedas sobre un eje transversal con muelle de gomas y también poseía un patín de cola; los patines principales eran lo suficientemente largos para actuar como frenos al aterrizar. El avión se exhibió en el Olympia en 1911 y luego fue llevado a Larkhill en abril del mismo año, donde se estrelló cuando volcó mientras aterrizaba, tras realizar su primer vuelo.

## Especificaciones
Referencia datos: Bristol Aircraft since 1910

### Características generales
- Tripulación: Uno (piloto)
- Longitud: 7,6 m (25 ft)
- Envergadura: 8,2 m (27 ft)
- Superficie alar: 20 m² (215,3 ft²)
- Peso vacío: 259 kg (570,8 lb)
- Peso cargado: 340 kg (749,4 lb)
- Planta motriz: 1× motor radial de 7 cilindros refrigerado por aire Gnome Omega.
  - Potencia: 37 kW (51 HP; 50 CV)
- Hélices: Bipala de paso fijo

### Rendimiento
- Velocidad máxima operativa (Vno): 89 km/h (55 MPH; 48 kt)